# Флаг Юбилейного
Флаг муниципального образования Городской округ Юбилейный Московской области Российской Федерации — опознавательно-правовой знак, служащий официальным символом.
Утверждён 28 января 1999 года и внесён в Государственный геральдический регистр Российской Федерации с присвоением регистрационного номера 428.
Законом Московской области от 21 мая 2014 года №54/2014-ОЗ городской округ Королёв и городской округ Юбилейный преобразованы путём объединения во вновь образованное муниципальное образование наделённое статусом городского округа — городской округ Королёв.

## Описание
Представляет собой прямоугольное двустороннее многоцветное полотнище с отношением ширины к длине 2:3, разделённое на 3 части: в 1-й к древку в ¼ ширины красной с мурованным жёлтым ключом сопровождаемым вверху и внизу жёлтыми звёздами из 5 разных концов; во 2-й части жёлтого цвета в ½ ширины сова натурального цвета; 3-я часть — зелёная, с косым пламевидным краем, вверху отходящим от угла полотнища, внизу — шириной в ¼ ширины.

## Обоснование символики
За основу взяты элементы герба города, утверждённого Советом депутатов города Юбилейного 22 мая 1997 года №14 и внесённого в Регистр Государственной Герольдии при Президенте Российской Федерации за №191.
Сова символизирует широкую сеть научных учреждений, направленных на развитие отечественного ракетостроения.
Звёзды отражают армейскую специфику занятий жителей, а также стремление человека в неизведанные просторы космоса. Кроме того, звёзды являются составной частью родового герба графов Шереметевых, владевших землями, входящими теперь в городской состав.
Ключ является многоцелевой эмблемой, символизирующей:
- Город (образуя литеру «Ю», он отождествляется наименованием конкретного города)
- Знания (дополнительно подчёркивается наличие в городе научных учреждений; город принят в «Союз развития наукоградов России»)
- Старт (отражается отрасль ракетостроения)
- Космические тайны

Он выполнен в виде кирпичной кладки, символизирующей молодость города, его современные новостройки. Абрис ключа имеет особую форму: бородка выполнена в виде крепостной башни, а ушко — в виде укреплённого бастиона, отражающих наличие местных структур Министерства Обороны РФ.
Ель символизирует городское окружение лесными массивами.